# 卡尔施特滕
卡尔施特滕是奥地利下奥地利州圣帕尔滕兰县的一个市镇。总面积28.21平方公里，总人口2059人，人口密度73.0人/平方公里（2005年）。